# Ugo di Lusignano (principe di Galilea)
Ugo di Lusignano (1335 – 1386) fu Principe titolare di Galilea, dal 1343 alla sua morte, Senatore di Roma, nel 1360 e pretendente al Principato d'Acaia, dal 1364 al 1370.

## Biografia

### Infanzia
Secondo la Histoire de l'île de Chypre sous le règne des princes de la maison de Lusignan, Volume 2, Ugo era l'unico figlio del connestabile di Cipro e Principe titolare di Principe titolare di Galilea Guido di Lusignano e della moglie Maria di Borbone, che, sia secondo la Histoire du Bourbonnais et des Bourbons qui l'ont possédé, Volume 1, che secondo la Histoire généalogique et chronologique de la maison royale de France era figlia del Signore e poi primo duca di Borbone, conte di Clermont e conte di La Marche, Luigi I e della moglie, Maria di Avesnes.
Secondo la Histoire de l'île de Chypre sous le règne des princes de la maison de Lusignan, Volume 2, Guido era il figlio primogenito del re di Cipro Ugo IV e della prima moglie Maria d'Ibelin, che era figlia del conte di Giaffa, Guido d'Ibelin e della moglie Maria d'Ibelin; la primogenitura di Guido è confermata anche dalle Europäische Stammtafeln, Vol.III cap. 555 (non consultate).
Nel 1338, suo padre, Guido, divenne connestabile di Cipro.

### Principetitolaredi Galilea
Suo padre, Guido, morì nell'estate del 1343, come si può arguire dalla lettera di condoglianze di papa Clemente VI, datata 24 settembre 1343 (non consultata).
A Maria non venne permesso di lasciare Cipro fino al 1346 per ordine del suocero.
Ugo gli succedette nel titolo di Principe titolare di Galilea.
A sua madre, Maria, vedova di Guido,  non venne permesso di lasciare Cipro fino al 1346 per ordine del suocero.
Lasciata l'isola, nel 1347, al seguito della madre si stabilirono a Napoli dove vennero accolti dalla regina Giovanna I di Napoli.
Il 9 settembre 1347, sua madre, Maria, sposò suo cugino Roberto di Taranto, Principe di Acaia, Imperatore titolare di Costantinopoli ed anche capitano generale dell'esercito del Regno di Napoli, figlio di Filippo I d'Angiò, principe di Taranto, despota dell'Epiro e principe d'Acaia e di Caterina II di Valois, Imperatrice titolare dell’impero latino di Costantinopoli e fratello di Luigi di Taranto, secondo marito della regina Giovanna.
Roberto era stato anche principe di Taranto, titolo che aveva ceduto al fratello, Filippo, quando, nel 1346, era succeduto alla madre come imperatore latino; ed era stato anche Re d'Albania, titolo che, nel 1332, aveva ceduto a Giovanni di Gravina.
Nel 1358, suo nonno, Ugo IV, cedette la corona del regno di Cipro al figlio Pietro, fratellastro del padre di Ugo e quando, nel 1359, morì Ugo IV, suo zio, Pietro I di Cipro, venne incoronato re di Gerusalemme, Ugo che si trovava in Francia, si recò a Roma dal Papa Innocenzo VI, reclamando che le corone di Cipro e Gerusalemme spettavano a lui, Ugo, figlio di Guido, primogenito di Ugo IV; il papa convocò a Roma Pietro I, che inviò i suoi rappresentanti, e, nel 1360, fu raggiunto un accordo, che prevedeva un indennizzo ad Ugo di 150.000 bisantil'anno; in quel periodo, Ugo fu nominato Senatore di Roma, e con uno degli inviati di Pietro I, Giovanni di Morpho, combinò il suo matrimonio con la figlia del suddetto Giovanni e la fine del suo esilio da Cipro.

### Matrimonio
Guido aveva sposato Maria di Morpho, figlia del Conte di Rochas dal 1365, Giovanni di Morpho e della moglie Eschiva; il matrimonio viene confermato dalla Chroniques d'Amadi et de Strambaldi. T. 1, quando cita Ugo come genero di Giovanni di Morpho (zenero de messer Joan de Morpho).
Guido da Maria non ebbe figli.

### Guerra in Grecia
Il 10 settembre 1364, sua madre, Maria si ritrovò vedova, per la seconda volta; la corona imperiale andò al fratello del defunto marito, Roberto, a Filippo, per volere dello stesso Roberto, dato che non aveva avuto discendenza; mentre per la Morea, Maria e Ugo, nel 1366, si recarono in Grecia con un esercito oltre 12.000 armati, composto da ciprioti e provenzali, per far valere i loro diritti; la guerra civile durò circa quattro anni e si concluse con un accordo, a cui contribuì anche il conte di Savoia, Amedeo VI il Conte Verde: Maria ed Ugo mantennero solo il feudo di Kalamata, lasciando il principato di Acaia a Filippo in cambio di una somma di denaro; la pace era stata anche agevolata dal fatto che, nel 1369 era morto lo zio di Ugo, il re di Cipro, Pietro I e Ugo era corso a Cipro per rivendicare il trono.
Maria aveva venduto il titolo al cognato Filippo, mantenendo per sé stessa solo il feudo di Calamata, in cambio di 6000 monete d'oro annue per aiutare il figlio impegnato militarmente ad ottenere il trono di Cipro.

### Ultimi anni e morte
Ugo era ritornato a Cipro, dopo che lo zio, il re, Pietro I era stato assassinato: il 17 gennaio 1369 Pietro fu sorpreso nel letto dell'amante Giovanna la Tedesca dai cavalieri Giovanni di Gaurelle, Enrico di Giblet (Jubail) e Filippo d'Ibelin e decapitato, probabilmente per ordine dei suoi stessi fratelli Giovanni di Lusignano, principe di Antiochia (c.a 1329 – 1375) e Giacomo di Lusignano; Pietro, il figlio minorenne di Pietro I era stato accettato come nuovo re, con la reggenza della madre, Eleonora d'Aragona.
Dopo aver rinunciato alla tutela del cugino, Pietro II, Ugo continuò la sua vita tra Cipro, Napoli e Roma.
Ugo morì a Cipro verso il 1386 e venne sepolto nella chiesa dei Domenicani di Nicosia

## Ascendenza
|                                                  |                            |                                                | Genitori                                 |  |  | Nonni |  |  | Bisnonni                     |  |  | Trisnonni            |  |
|                                                  |                            |                                                |                                          |  |  |       |  |  | Guido, connestabile di Cipro |  |  | Ugo III, re di Cipro |  |
|                                                  |                            |                                                |                                          |  |  |       |  |  | Guido, connestabile di Cipro |  |  | Ugo III, re di Cipro |  |
|                                                  |                            | Isabella d'Ibelin                              |                                          |  |  |       |  |  | Guido, connestabile di Cipro |  |  |                      |  |
| Ugo IV, re di Cipro                              |                            |                                                |                                          |  |  |       |  |  | Guido, connestabile di Cipro |  |  |                      |  |
|                                                  |                            | Eschiva d'Ibelin, signora di Beirut            | Giovanni d'Ibelin, signore di Beirut     |  |  |       |  |  |                              |  |  |                      |  |
|                                                  |                            | Eschiva d'Ibelin, signora di Beirut            | Giovanni d'Ibelin, signore di Beirut     |  |  |       |  |  |                              |  |  |                      |  |
|                                                  |                            | Eschiva d'Ibelin, signora di Beirut            | Alice de la Roche                        |  |  |       |  |  |                              |  |  |                      |  |
| Guido di Lusignano, principe titolare di Galilea |                            | Eschiva d'Ibelin, signora di Beirut            |                                          |  |  |       |  |  |                              |  |  |                      |  |
|                                                  |                            | Guido d'Ibelin, conte di Giaffa                | Baliano IV d'Ibelin, siniscalco di Cipro |  |  |       |  |  |                              |  |  |                      |  |
|                                                  |                            | Guido d'Ibelin, conte di Giaffa                | Baliano IV d'Ibelin, siniscalco di Cipro |  |  |       |  |  |                              |  |  |                      |  |
|                                                  |                            | Guido d'Ibelin, conte di Giaffa                | Alice di Lampron                         |  |  |       |  |  |                              |  |  |                      |  |
| Maria d'Ibelin                                   |                            | Guido d'Ibelin, conte di Giaffa                |                                          |  |  |       |  |  |                              |  |  |                      |  |
|                                                  |                            | Maria d'Ibelin, signora d'Ascalona e Naumachia | Baldovino d'Ibelin                       |  |  |       |  |  |                              |  |  |                      |  |
|                                                  |                            | Maria d'Ibelin, signora d'Ascalona e Naumachia | Baldovino d'Ibelin                       |  |  |       |  |  |                              |  |  |                      |  |
|                                                  |                            | Maria d'Ibelin, signora d'Ascalona e Naumachia | Margherita di Gibelletto                 |  |  |       |  |  |                              |  |  |                      |  |
| Ugo di Lusignano, principe titolare di Galilea   |                            | Maria d'Ibelin, signora d'Ascalona e Naumachia |                                          |  |  |       |  |  |                              |  |  |                      |  |
|                                                  | Roberto, conte di Clermont | Luigi IX, re di Francia                        |                                          |  |  |       |  |  |                              |  |  |                      |  |
|                                                  | Roberto, conte di Clermont | Luigi IX, re di Francia                        |                                          |  |  |       |  |  |                              |  |  |                      |  |
|                                                  | Roberto, conte di Clermont | Margherita di Provenza                         |                                          |  |  |       |  |  |                              |  |  |                      |  |
| Luigi I, duca di Borbone                         | Roberto, conte di Clermont |                                                |                                          |  |  |       |  |  |                              |  |  |                      |  |
|                                                  |                            | Beatrice di Borgogna, signora di Borbone       | Giovanni di Borgogna, conte di Charolais |  |  |       |  |  |                              |  |  |                      |  |
|                                                  |                            | Beatrice di Borgogna, signora di Borbone       | Giovanni di Borgogna, conte di Charolais |  |  |       |  |  |                              |  |  |                      |  |
|                                                  |                            | Beatrice di Borgogna, signora di Borbone       | Agnese, signora di Borbone               |  |  |       |  |  |                              |  |  |                      |  |
| Maria di Borbone                                 |                            | Beatrice di Borgogna, signora di Borbone       |                                          |  |  |       |  |  |                              |  |  |                      |  |
|                                                  |                            | Giovanni I, conte di Hainaut                   | Giovanni d'Avesnes, conte di Hainaut     |  |  |       |  |  |                              |  |  |                      |  |
|                                                  |                            | Giovanni I, conte di Hainaut                   | Giovanni d'Avesnes, conte di Hainaut     |  |  |       |  |  |                              |  |  |                      |  |
|                                                  |                            | Giovanni I, conte di Hainaut                   | Adelaide, reggente d'Olanda e Zelanda    |  |  |       |  |  |                              |  |  |                      |  |
| Maria di Hainaut                                 |                            | Giovanni I, conte di Hainaut                   |                                          |  |  |       |  |  |                              |  |  |                      |  |
|                                                  |                            | Filippa di Lussemburgo                         | Enrico V, conte di Lussemburgo           |  |  |       |  |  |                              |  |  |                      |  |
|                                                  |                            | Filippa di Lussemburgo                         | Enrico V, conte di Lussemburgo           |  |  |       |  |  |                              |  |  |                      |  |
|                                                  |                            | Filippa di Lussemburgo                         | Margherita di Bar                        |  |  |       |  |  |                              |  |  |                      |  |
|                                                  |                            | Filippa di Lussemburgo                         |                                          |  |  |       |  |  |                              |  |  |                      |  |

### Fonti primarie
- (LA)  (FR)  Histoire de l'île de Chypre sous le règne des princes de la maison de Lusignan, Volume 2

### Letteratura storiografica
- K.M. Setton, I latini in Grecia e nell'Egeo, dalla quarta crociata alla fine del medioevo, cap. XVI, vol. III (L'impero bizantino) della Storia del Mondo Medievale, 1999, pp. 619–658.
- Romolo Caggese, Italia, 1313-1414, cap. VII, vol. VI (Declino dell'impero e del papato, e la nascita del mondo moderno) della Storia del Mondo Medievale, 1999, pp. 297–331.
- (EN)  The Latins in the Levant, a history of Frankish Greece (1204-1566).
- (IT)  Chroniques d'Amadi et de Strambaldi. T. 1.
- (FR)  Histoire généalogique des ducs de Bourgogne de la maison de France.
- (FR)  Histoire généalogique et chronologique de la maison royale de France, Ducs de Bourbon.
- (FR)  #ES Histoire du Bourbonnais et des Bourbons qui l'ont possédé, Volume 1.